# Hiltus africanus
Hiltus africanus är en insektsart som beskrevs av Naudé 1926. Hiltus africanus ingår i släktet Hiltus och familjen dvärgstritar. Inga underarter finns listade i Catalogue of Life.